# Eugen Schafhauser
Eugen Schafhauser (* 1901 in Eschen; † 1983 ebenda) war ein liechtensteinischer Rechtsagent und Heimatforscher.

## Leben

### Ausbildung und Beruf
Schafhauser besuchte die Landwirtschaftliche Schule in Rheineck und war im Anschluss zunächst auf dem elterlichen Hof tätig. Von 1927 bis 1931 war er Mitarbeiter in der Anwaltskanzlei von Ludwig Marxer. 1931 wurde Schafhauser selbständiger Rechtsagent und gründete im April desselben Jahres zusammen mit dem österreichischen Juristen Helmuth Merlin das Treuhandbüro „Dr. jur. Merlin & E. Schafhauser, Treuhand AG“ in Vaduz. Im August 1931 gründeten die beiden dann die Präsidial-Anstalt.
Neben seiner Tätigkeit als Rechtsagent und verstärkt nach seiner Pensionierung beschäftigte sich Schafhauser auch mit Heimatforschung und veröffentlichte dazu mehrere Bücher.

### Politische Aktivitäten
Schafhauser war treibende Kraft hinter der Gründung des Liechtensteiner Heimatdienstes und sammelte im September 1933 ihm geeignet erscheinende zukünftige Mitglieder um sich. Am 1. Oktober 1933 erfolgte schließlich in Vaduz die Gründung des Heimatdienstes. Schafhauser wurde der erste Parteipräsident. Ende 1933 verließen er und einige andere Gründungsmitglieder den Liechtensteiner Heimatdienst jedoch wieder, da sich dieser unter dem Einfluss anderer, radikalerer, Mitglieder zunehmend nationalsozialistischem und antisemitischen Gedankengut zuwandte.

## Veröffentlichungen
- Zusammen mit Helmuth M. Merlin: Die Steuergesetzgebung des Fürstentums Liechtenstein nach dem Stande vom 1. Februar 1932 (1932)
- Liechtensteins Eschnerberg im Schatten von fünf Jahrtausenden (1959)
- Geschichtsfragen und Namensprobleme: Perspektiven um die Eschnerberger Orts- und Flurnamen (1964)
- Der Rhein und seine Verkehrsstellung: Gams-Haag-Bendern-Eschen (1971)
- Probleme der rätischen Geschichtsforschung: in unterrätischer Sicht (1975)
- Der Eschnerberg in raetischer Zeit (1975)
- Churrätische Pfalzen (1984)
- Eschner Baukultur verflossener Epochen und Jahre (1984)